# Hato Chamí
Hato Chamí es un corregimiento del distrito de Nole Duima en la comarca Ngäbe-Buglé, República de Panamá. La localidad tiene 3.857 habitantes (2010).